# Allejaure (Gällivare socken, Lappland)
Allejaure är en sjö i Gällivare kommun i Lappland och ingår i Luleälvens huvudavrinningsområde.